# Sead Kolašinac
Sead Kolašinac (Karlsruhe, 20 juni 1993) is een Bosnisch-Duits voetballer die als centrale verdediger en als linksachter uit de voeten kan. Hij verruilde Olympique Marseille in juli 2023 transfervrij voor Atalanta Bergamo. Kolašinac debuteerde in 2013 in het Bosnisch voetbalelftal.

## Clubcarrière

### Schalke 04
Kolašinac maakte deel uit van de jeugdopleidingen van achtereenvolgens Karlsruher SC, 1899 Hoffenheim en VfB Stuttgart voor hij in 2011 werd opgenomen in die van Schalke 04. Hiervoor debuteerde hij op 15 september 2012 in het eerste elftal, in een competitiewedstrijd tegen Greuther Fürth. Hij maakte op 4 december 2012 ook zijn Europese debuut, in een wedstrijd in de UEFA Champions League 2012/13, tegen Montpellier. Hij werd vrijwel meteen basisspeler bij Schalke. In zijn tweede seizoen werd Kolasinac in de achtste finale van de Champions League uitgeschakeld door Real Madrid CF. 
Het seizoen 2014/15 moest Kolasinac vrijwel helemaal missen, doordat hij in de eerste speelronde tegen Hannover 96 uitviel met een kruisbandblessure. Op 11 april 2015 maakte hij na bijna acht maanden blessureleed zijn rentree tegen SC Freiburg. Op 13 december 2015 scoorde Kolasinac tegen FC Augsburg in zijn 69'ste wedstrijd voor Schalke zijn eerste doelpunt. Zijn laatste seizoen voor Schalke was zijn beste: hij kwam tot drie goals en negen assists.
Kolašinac maakte vijf jaar deel uit van het eerste team van Schalke. Daarmee eindigde hij in de eerste vier daarvan steeds tussen de derde en zesde plaats in de Bundesliga. Vlak voor het einde van zijn laatste seizoen koos hij ervoor om zijn aflopende contract niet te verlengen. Hij speelde in totaal 123 wedstrijden voor Schalke, waarin hij goed was voor vier goals en dertien assists. 

### Arsenal
Kolašinac verruilde Schalke in juli 2017 transfervrij voor Arsenal. Hier ging hij een verdediging vormen met Nacho Monreal, Shkodran Mustafi en Héctor Bellerín. Hij debuteerde tijdens de wedstrijd om de FA Community Shield 2017 tegen Chelsea en maakte in de 82e minuut 1–1. Na een beslissende strafschoppenreeks won hij voor het eerst in zijn profcarrière een prijs. Hij debuteerde een week later in de Premier League met een assist tegen Leicester City FC. Hij speelde 36 wedstrijden in zijn eerste seizoen in Engeland en was daarin goed voor vijf goals en vier assists. Met Arsenal behaalde hij de halve finale van de UEFA Europa League waarin het verloor van Atlético Madrid. 
Het jaar erop haalde het de finale van de Europa League, maar verloor het met 4-1 van rivaal Chelsea FC. Op 15 juli 2020 speelde Kolasinac tegen Liverpool FC zijn 100'ste wedstrijd voor Arsenal en won hij met 2-1. Op 1 augustus viel Kolasinac in tijdens de met 2-1 verloren FA Cup-finale tegen Chelsea. Kolašinac was bij Arsenal drie seizoenen een gewaardeerde kracht in de subtop van de Premier League, maar kwam in 2020/21 niet meer voor in de plannen van coach Mikel Arteta. Hij maakte de tweede helft van het seizoen op huurbasis af bij Schalke, waar hij direct aanvoerder werd. Hij kon echter niet voorkomen dat Schalke degradeerde naar de 2. Bundesliga. Hij speelde daarna nog een halfjaar voor Arsenal, waarin hij amper aan spelen toe kwam. In totaal speelde Kolasinac 118 wedstrijden voor Arsenal, waarin hij goed was voor vijf goals en vijftien assists.

### Olympique Marseille
In januari 2022 vertrok Kolasinac transfervrij naar Olympique Marseille. Daar maakte hij op 4 februari tegen Angers SCO zijn debuut voor de Franse club. Marseille speelde met een vijfmansverdediging, waardoor Kolasinac in het seizoen 2022/23 in de basis speelde als linkercentrale verdediger. Dat seizoen werd hij derde in de Ligue 1. Hij verbeterde dat jaar met vier goals zijn persoonlijke record op dat vlak, onder meer door de winnende te maken tegen zowel Stade Rennais als AS Monaco. 

### Atalanta Bergamo
Kolašinac wisselde in juli 2023 voor de derde keer in zijn carrière transfervrij van club. Ditmaal tekende hij voor twee seizoenen bij Atalanta Bergamo. Op 20 augustus maakte hij als centrale verdediger zijn debuut voor Atalanta tegen US Sassuolo. Op 8 oktober scoorde hij tegen SS Lazio zijn eerste doelpunt voor Atalanta. 

## Clubstatistieken
| Seizoen | Club                | Competitie     | Competitie | Competitie | Beker | Beker | Internationaal | Internationaal | Totaal | Totaal |
| Seizoen | Club                | Competitie     | Wed.       | Dlp.       | Wed.  | Dlp.  | Wed.           | Dlp.           | Wed.   | Dlp.   |
| ------- | ------------------- | -------------- | ---------- | ---------- | ----- | ----- | -------------- | -------------- | ------ | ------ |
| 2012/13 | FC Schalke 04       | Bundesliga     | 16         | 0          | 1     | 0     | 3              | 0              | 20     | 0      |
| 2013/14 | FC Schalke 04       | Bundesliga     | 24         | 0          | 0     | 0     | 6              | 0              | 30     | 0      |
| 2014/15 | FC Schalke 04       | Bundesliga     | 6          | 0          | 1     | 0     | —              | —              | 7      | 0      |
| 2015/16 | FC Schalke 04       | Bundesliga     | 23         | 1          | 1     | 0     | 6              | 0              | 30     | 1      |
| 2016/17 | FC Schalke 04       | Bundesliga     | 25         | 3          | 3     | 0     | 8              | 0              | 36     | 3      |
| 2017/18 | Arsenal             | Premier League | 27         | 2          | 4     | 1     | 5              | 2              | 36     | 5      |
| 2018/19 | Arsenal             | Premier League | 24         | 0          | 2     | 0     | 10             | 0              | 36     | 0      |
| 2019/20 | Arsenal             | Premier League | 26         | 0          | 5     | 0     | 1              | 0              | 32     | 0      |
| 2020/21 | Arsenal             | Premier League | 1          | 0          | 4     | 0     | 4              | 0              | 9      | 0      |
| 2020/21 | → FC Schalke 04     | Bundesliga     | 17         | 1          | 1     | 0     | —              | —              | 18     | 1      |
| 2021/22 | Arsenal             | Premier League | 2          | 0          | 3     | 0     | —              | —              | 5      | 0      |
| 2021/22 | Olympique Marseille | Ligue 1        | 14         | 0          | 0     | 0     | 3              | 0              | 17     | 0      |
| 2022/23 | Olympique Marseille | Ligue 1        | 33         | 4          | 4     | 0     | 4              | 0              | 41     | 4      |
| 2023/24 | Atalanta Bergamo    | Serie A        | 28         | 1          | 3     | 0     | 7              | 0              | 38     | 1      |
| TOTAAL  | TOTAAL              | TOTAAL         | 266        | 12         | 32    | 1     | 57             | 2              | 355    | 15     |

Bijgewerkt op 19 april 2024.

## Interlandcarrière
Kolašinac speelde in diverse Duitse jeugdelftallen. Op 7 november 2013 werd hij opgeroepen voor het voetbalelftal van Bosnië en Herzegovina voor een oefeninterland tegen Argentinië op 18 november 2013. Hij kreeg van bondscoach Safet Sušić een basisplaats in die wedstrijd en speelde de gehele wedstrijd uit. Bosnië verloor het duel met 2–0 door twee doelpunten van spits Kun Agüero. Sušić nam Kolašinac in juni 2014 op in de selectie voor het wereldkampioenschap voetbal 2014, de eerste deelname van Bosnië en Herzegovina aan een eindtoernooi. Op het toernooi maakte hij in de openingswedstrijd tegen latere finalist Argentinië (2–1 verlies) in de derde minuut een eigen doelpunt, het snelste eigen doelpunt in de geschiedenis van het wereldkampioenschap voetbal. Ook in de afsluitende groepswedstrijd tegen Iran op 25 juni 2014 speelde Kolašinac mee; Bosnië en Herzegovina won met 3–1, maar overleefde de groepsfase niet.

## Erelijst
| FA Community Shield | 1x | 2017 |

2 Tolói  ·
3 Kossounou ·
4 Hien ·
5 Godfrey ·
6 Sulemana ·
7 Cuadrado ·
8 Pašalić ·
9 Scamacca ·
11 Lookman ·
13 Éderson ·
15 De Roon ·
16 Bellanova ·
17 De Ketelaere ·
19 Djimsiti ·
22 Ruggeri ·
23 Kolašinac ·
24 Samardžić ·
28 Patrício ·
29 Carnesecchi ·
31 Rossi ·
32 Retegui ·
42 Scalvini ·
44 Brescianini ·
77 Zappacosta ·
93 Soppy ·
Coach: Gasperini
1 Begović ·
2 Vršajević ·
3 Bičakčić ·
4 Spahić  ·
5 Kolašinac ·
6 Vranješ ·
7 Bešić ·
8 Pjanić ·
9 Ibišević ·
10 Misimović ·
11 Džeko ·
12 Fejzić ·
13 Mujdža ·
14 Hajrović ·
15 Šunjić ·
16 Lulić ·
17 Ibričić ·
18 Međunjanin ·
19 Višća ·
20 Hadžić ·
21 T. Sušić ·
22 Avdukić ·
23 Salihović ·
Coach: S. Sušić